# Zhang Na (lekkoatletka)
Zhang Na (chiń. 张娜; ur. 27 września 1980) – chińska lekkoatletka specjalizująca się w skoku o tyczce.

## Osiągnięcia
- 6. miejsce podczas uniwersjady (Pekin 2001)
- złoty medal halowych mistrzostw Azji (Teheran 2004)
- medalistka mistrzostw kraju

## Rekordy życiowe
- skok o tyczce (stadion) – 4,20 (2003 & 2004)
- skok o tyczce (hala) – 4,25 (2004)